# Harlekinvaktel
Harlekinvaktel (Coturnix delegorguei) är en huvudsakligen afrikansk fågel i familjen fasanfåglar inom ordningen hönsfåglar. Den förekommer i öppna gräsmarker i Afrika söder om Sahara, men även på Madagaskar och på sydvästra Arabiska halvön. Beståndet anses vara livskraftigt.

## Kännetecken

### Utseende
Harlekinvaktel är en liten hönsfågel och med sin kroppslängd på endast 16 centimeter något mindre än sin nära släkting vakteln. Jämfört med denna är undersidan mer enfärgad och mycket mörkare brun. Den ses sällan annat än i flykten när den skräms upp, varvid man kan notera dess smalare vingar. Hanen har ett brett, svart fält mitt på bröstet, svartstreckade kastanjefärgade flanker samt svartvitt mönster på huvudet. Honan har en otecknad beige strupe samt varmare rostbrunt på nedre bröst och buk utan svartaktiga fläckar.

### Läte
Harlekinvaktelns läte liknar vaktelns, men är mer metalliskt.

## Utbredning och systematik
Harlekinvaktel delas in i tre underarter med följande utbredning:
- Coturnix delegorguei delegorguei – förekommer i gräsmarker i Afrika söder om Sahara och på Madagaskar
- Coturnix delegorguei histrionica – förekommer på São Tomé (Guineabukten)
- Coturnix delegorguei arabica – förekommer i sydvästligaste Saudiarabien och västra Jemen[5]; möjligen är taxonet giltigt eftersom de flesta fynd kan röra flyttfåglar[3]

Arten har även tillfälligt setts i Oman.

## Levnadssätt
Arten ses i öppna gräsmarker upp till 1850 meters höjd med spridda buskar eller palmer, men även i jordbruksbygd. Häckningen sker oregelbundet i samband med kraftigt regnfall. Arten lever av frön från gräs och ogräs.

## Status och hot
Arten har ett stort utbredningsområde och en stor population med stabil utveckling och tros inte vara utsatt för något substantiellt hot. Utifrån dessa kriterier kategoriserar internationella naturvårdsunionen IUCN arten som livskraftig (LC). Världspopulationen har inte uppskattats men den beskrivs som vanlig eller till och med mycket vanlig i vissa områden.

## Namn
Fågelns vetenskapliga artnamn hedrar Louis-Adulphe-Joseph Delegorgue (1814-1849), fransk jägare och naturforskare i tropiska Afrika 1839-1849.